# Chile con queso
Le chile con queso (espagnol pour « piment avec fromage ») est un hors-d'œuvre ou un accompagnement composé de fromage fondu et de piment habituellement servi dans les restaurants tex-mex.

## Histoire
Le chile con queso (aussi écrit chili con queso) fait partie de la cuisine tex-mex et a pour origine le queso chihuahua et le queso flameado, des plats mexicains. Le chile con queso se trouve principalement dans les menus des restaurants tex-mex au Texas. Il est fait référence à la version texane de ce plat dès les années 1950 dans les articles de journaux de Californie et ce plat est alors déjà au menu de restaurants à Washington, DC,.

### Ingrédients
Le chile con queso est un plat crémeux et doux utilisé pour le trempage (en anglais dipping) et est composé de différents fromages fondus (souvent du Velveeta, du Monterrey Jack ou du Philadelphia cream cheese), de la crème et du piment,. De nombreux restaurants servent le chile con queso avec du pico de gallo, des haricots noirs, du guacamole ou du porc ou du bœuf haché.

### Consommation
Le chili con queso peut être mangé avec des tortillas ou des chips tortillas. Il peut aussi être utilisé comme condiment avec les fajitas, les tacos, les enchiladas, les migas ou les quesadillas.
Le chile con queso est un plat chaud.